# Stanisław Batys Gorski
Stanisław Batys Gorski (ur. 6 maja 1802 w Dwórce k. Kobrynia, zm. 3 kwietnia 1864 w Warszawie) – polski biolog, botanik, entomolog i farmaceuta. 

## Życiorys
Przez rok studiował nauki przyrodnicze, a następnie medycynę na Uniwersytecie Wileńskiego, studia ukończył w 1825, od 1830 był tam wykładowcą.  
Prowadził badania dotyczące m.in. flory i fauny Puszczy Białowieskiej. Dzięki pracy O roślinach żubrom upodobanych, jakoteż innych w Puszczy Białowiezkiey jest uważany za pierwszego polskiego badacza naukowca piszącego o florze Puszczy Białowieskiej.  
W latach 1829–1832 pełnił funkcję kierownika Ogrodu Botanicznego Uniwersytetu Wileńskiego.  
W 1830 stworzył katalog zebranych przez siebie w latach 1820-29 roślin naczyniowych, w 1834 katalog roślin zgromadzonych w Ogrodzie Botanicznym Wileńskiej Medyko-Chirurgicznej Akademii. Od 1832 był asystentem i profesorem w na tej uczelni, wykładał tam botanikę i farmakologię. Kolekcjonował zbiory przyrodnicze, w początkowym okresie zielniki roślin z terenów województw wileńskiego, trockiego i podlaskiego (m.in. z Puszczy Białowieskiej). 
Od 1836 Gorski zainteresował się owadami, nabył od rodziny b. królewskiego kartografa Karola Hermanna Perthéesa jego rękopisy i jako jedyny systematyk opracował część zgromadzonej kolekcji wybranych grup błonkówek, muchówek i pluskwiaków.  
W 1842 władze rosyjskie zlikwidowały akademię, a zbiory przyrodnicze Gorskiego przekazały do Kijowa. Z całej kolekcji Batys Gorskiemu pozwolono zachować tylko prywatną część kolekcji owadów oraz zielniki, równocześnie zmuszono go do przejścia na emeryturę.  
Zamieszkał wówczas w prywatnym muzeum przyrodniczym Konstantego hr. Tyzenhauza w Postawach. Hrabia przez ponad dziesięć lat finansował badania Gorskiego i jego wyjazdy za granicę m.in. w Berlinie drukowane i ilustrowane były monografie florystyczne i entomologiczne Gorskiego. W 1853 zmarł hr. Tyzenhauz, Batys Gorski zamieszkał wówczas u ziemianina Adolfa Kubickiego w Polesiu k. Święcian. Ostatnie 11 lat życia poświęcił opracowywaniu kolekcji chrząszczy, tworząc obszerną monografię, jego prace przerwało powstanie styczniowe.  W dniu 3 maja 1864 roku Stanisław Batys Gorski popełnił samobójstwo. 

## Publikacje
Opublikował około 20 prac, w tym pięć poświęconych botanice. Między innymi:
- Zoologia albo historya naturalna źwierząt, w głównych zasadach, podług systematu Linneusza trybem Blumenbacha z wielą dodatków i odmian, zastosowanych do dzisiejszego stanu tej nauki : dla użytku młodzieży szkolnej (1836-37, wspólnie z N.A.Kumelskim)[6]
- O roślinach żubrom upodobanych, jako też innych w Puszczy Białowiezkiey opublikowana w Dzienniku Wileńskimw 1829[2]
- Botanische Bemerkungen (Wyliczenie roślin naczyniowych Litewskich postrzeganych od r. 1820–1829). W: Naturhistorische Skizze von Lithauen, Volhynien und Podolien in Geognostisch-Mineralogischer Botanischer und Zoologischer Hinsicht. Wilno; 1830. s. 105–184[7][1]
- Rzadsze rośliny okolic Wilna. W: Baliński M.  Opisanie statystyczne miasta Wilna. Wilno: Józef Zawadzki; 1835. s. 23–28[8]
- Relacya o zdarzonym fenomenie na jeziorze zwaném Kruhło w uroczyszczu Grażaliszskiém, leżącém w województwie Trockiém o półtrzeciéj mili od Wilna, między południem i zachodem, w dzień Stéj Trójcy d. 26 maja n. s. roku 1782, koło godziny piątéj wieczornéj i kilka słów o teraźniejszym stanie jeziora i okolicznej wegetacji. Biblioteka Warszawska. 1848 T.2 s. 180–192[9]
- Catalogus plantarum, quae in calidariis, tepidariis, frigidariis Horti Botanici Acad. Caesar. Medico-chirurgicae. Wilno: Józef Zawadzki, 1834[1]
- Icones Potamogetonum, Characearum, Cyperacearum et Graminearum novas vel minus cognitas species Lithuaniae illustrantes. Berlin1849[10]